# Janolus eximius
Janolus eximius is een slakkensoort uit de familie van de Janolidae. De wetenschappelijke naam van de soort werd in 1986 gepubliceerd door Miller & Willan.